# بيندلتون (كارولاينا الجنوبية)
بيندلتون (بالإنجليزية: Pendleton, South Carolina)‏ هي بلدة أمريكية تقع في الولايات المتحدة في مقاطعة أندرسون (كارولاينا الجنوبية). يقدر عدد سكانها بـ 2,964 نسمة ومساحتها 9.9 كم2 ووترتفع عن سطح البحر 260 متر.

## التركيبة السكانية
حدّد مكتب تعداد الولايات المتحدة بيانات التركيبة السكانية لبيندلتون في تعداد الولايات المتحدة. في ما يلي، التركيبة السكانية حسب تعدادي 2000 و2010.

### تعداد عام 2000
بلغ عدد سكان بيندلتون 2,966 نسمة بحسب تعداد عام 2000، وبلغ عدد الأسر 1,397 أسرة وعدد العائلات 799 عائلة مقيمة في البلدة. في حين سجلت الكثافة السكانية 240 نسمة لكل كيلومتر مربع (621.6/ميل2). وبلغ عدد الوحدات السكنية 1,533 وحدة بمتوسط كثافة قدره 124 لكل كيلومتر مربع (321.2/ميل2).
وتوزع التركيب العرقي للبلدة بنسبة 64.70% من البيض و33.07% من الأمريكيين الأفارقة و0.20% من الأمريكيين الأصليين و0.47% من الأمريكيين ذوي الأصول الآسيوية و0.54% من الأعراق الأخرى و1.01% من عرقين مختلطين أو أكثر و1.52% من الهسبانيون أو اللاتينيون من أي عرق.
بلغ عدد الأسر 1,397 أسرة كانت نسبة 25.3% منها لديها أطفال تحت سن الثامنة عشر تعيش معهم، وبلغت نسبة الأزواج القاطنين مع بعضهم البعض 37% من أصل المجموع الكلي للأسر، ونسبة 16.8% من الأسر كان لديها معيلات من الإناث دون وجود شريك،  بينما كانت نسبة 3.4% من الأسر لديها معيلون من الذكور دون وجود شريكة وكانت نسبة 42.8% من غير العائلات. تألفت نسبة 35.4% من أصل جميع الأسر من عدة أفراد يعيشون في نفس المنزل ونسبة 12.5% كانت تتألف من شخص يعيش بمفرده يبلغ من العمر 65 عاماً أو أكثر. وبلغ متوسط حجم الأسرة المعيشية 2.12، أما متوسط حجم العائلات فبلغ 2.75.
بلغ العمر الوسطي للسكان 37.5 عاماً. وكانت نسبة 20.2% من القاطنين تحت سن الثامنة عشر، وكانت نسبة 12.7% بين الثامنة عشر والرابعة والعشرين عاماً، ونسبة 26.7% كانت واقعةً في الفئة العمرية ما بين الخامسة والعشرين والرابعة والأربعين عاماً، ونسبة 22.6% كانت ما بين الخامسة والأربعين والرابعة والستين، ونسبة 17.6% كانت ضمن فئة الخامسة والستين عاماً فما فوق. يوجد لكل 100 أنثى 83.1 ذكر، ويوجد لكل 100 أنثى في الثامنة عشر من عمرها فما فوق 77.6 ذكر.
بلغ متوسط دخل الأسرة في البلدة 28,052 دولارًا، أما متوسط دخل العائلة فبلغ 37,606 دولارًا. وكان متوسط دخل الذكور 30,341 دولارًا مقابل 23,843 دولارًا للإناث. وسجل دخل الفرد الخاص بالبلدة 16,630 دولارًا. وكانت نسبة 15.7% من العائلات ونسبة 20.8% من السكان تحت خط الفقر، وكان من هؤلاء نسبة 32.2% تحت سن الثامنة عشر ونسبة 17.2% في الخامسة والستين من العمر وما فوق.

### تعداد عام 2010
بلغ عدد سكان بيندلتون 2,964 نسمة بحسب تعداد عام 2010، وبلغ عدد الأسر 1,412 أسرة وعدد العائلات 794 عائلة مقيمة في البلدة. في حين سجلت الكثافة السكانية 239.8 نسمة لكل كيلومتر مربع (621.1/ميل2). وبلغ عدد الوحدات السكنية 1,693 وحدة بمتوسط كثافة قدره 137 لكل كيلومتر مربع (354.8/ميل2).
وتوزع التركيب العرقي للبلدة بنسبة 72.27% من البيض و23.28% من الأمريكيين الأفارقة و0.30% من الأمريكيين الأصليين و1.18% من الأمريكيين ذوي الأصول الآسيوية و0.07% من سكان جزر المحيط الهادئ و0.34% من الأعراق الأخرى و2.56% من عرقين مختلطين أو أكثر و1.59% من الهسبانيون أو اللاتينيون من أي عرق.
بلغ عدد الأسر 1,412 أسرة كانت نسبة 23.4% منها لديها أطفال تحت سن الثامنة عشر تعيش معهم، وبلغت نسبة الأزواج القاطنين مع بعضهم البعض 35.7% من أصل المجموع الكلي للأسر، ونسبة 16.7% من الأسر كان لديها معيلات من الإناث دون وجود شريك،  بينما كانت نسبة 3.8% من الأسر لديها معيلون من الذكور دون وجود شريكة وكانت نسبة 43.8% من غير العائلات. تألفت نسبة 36.3% من أصل جميع الأسر من عدة أفراد يعيشون في نفس المنزل ونسبة 14.2% كانت تتألف من شخص يعيش بمفرده يبلغ من العمر 65 عاماً أو أكثر. وبلغ متوسط حجم الأسرة المعيشية 2.10، أما متوسط حجم العائلات فبلغ 2.69.
بلغ العمر الوسطي للسكان 40.4 عاماً. وكانت نسبة 18.2% من القاطنين تحت سن الثامنة عشر، وكانت نسبة 12.2% بين الثامنة عشر والرابعة والعشرين عاماً، ونسبة 24.6% كانت واقعةً في الفئة العمرية ما بين الخامسة والعشرين والرابعة والأربعين عاماً، ونسبة 25.1% كانت ما بين الخامسة والأربعين والرابعة والستين، ونسبة 19.8% كانت ضمن فئة الخامسة والستين عاماً فما فوق. وتوزع التركيب الجنسي للسكان بنسبة 47% ذكور و53% إناث.

## أعلام
- جين إدنا هنتر
- كليمنت إتش ستيفنز
- بارنارد إي. بيي سينيور
- جيمس توماس هاريسون
- ستيفن آدامز
- فرنسيس بيرت
- بارنارد إليوت بيي جونيور
- توماس بي